# Mataundh
Mataundh es un pueblo y nagar Panchayat situado en el  distrito de Banda en el estado de Uttar Pradesh (India). Su población es de 8278 habitantes (2001).

## Demografía
Según el  censo de 2001 la población de Mataundh era de 8278 habitantes, de los cuales el 53% eran hombres y 47% eran mujeres. Mataundh tiene una tasa media de alfabetización del 47%, inferior a la media nacional del 59,5%: la alfabetización masculina es del 57%, y la alfabetización femenina del 35%. En Mataundh, el 17% de la población tiene menos de 6 años.